# Kanton Bonnières-sur-Seine
Kanton Bonnières-sur-Seine is een kanton van het Franse departement Yvelines. Het kanton maakt deel uit van het arrondissement Mantes-la-Jolie.

## Gemeenten
Het kanton Bonnières-sur-Seine omvatte 27 gemeenten tot 2014, maar het werd door de herindeling van de kantons bij decreet van 21 februari 2014 met uitwerking op 22 maart 2015 met 43 gemeenten uitgebreid. Door de samenvoeging tot fusiegemeente, tot commune nouvelle, op 1 januari 2019 van de gemeenten Jeufosse en Port-Villez tot Notre-Dame-de-la-Mer omvat het kanton sindsdien de volgende 69 gemeenten:
1. Bonnières-sur-Seine, kantoor kieskring
2. Adainville
3. Arnouville-lès-Mantes
4. Auffreville-Brasseuil
5. Bazainville
6. Bennecourt
7. Blaru
8. Boinville-en-Mantois
9. Boinvilliers
10. Boissets
11. Boissy-Mauvoisin
12. Bourdonné
13. Breuil-Bois-Robert
14. Bréval
15. Chaufour-lès-Bonnières
16. Civry-la-Forêt
17. Condé-sur-Vesgre
18. Courgent
19. Cravent
20. Dammartin-en-Serve
21. Dannemarie
22. Favrieux
23. Flacourt
24. Flins-Neuve-Église
25. Fontenay-Mauvoisin
26. Freneuse
27. Gommecourt
28. Goussonville
29. Grandchamp
30. Gressey
31. Guerville
32. Hargeville
33. La Hauteville
34. Houdan
35. Jouy-Mauvoisin
36. Jumeauville
37. Limetz-Villez
38. Lommoye
39. Longnes
40. Maulette
41. Ménerville
42. Méricourt
43. Moisson
44. Mondreville
45. Montchauvet
46. Mousseaux-sur-Seine
47. Mulcent
48. Neauphlette
49. Notre-Dame-de-la-Mer
50. Orgerus
51. Orvilliers
52. Osmoy
53. Perdreauville
54. Prunay-le-Temple
55. Richebourg
56. Rolleboise
57. Rosay
58. Saint-Illiers-la-Ville
59. Saint-Illiers-le-Bois
60. Saint-Martin-des-Champs
61. Septeuil
62. Soindres
63. Tacoignières
64. Le Tartre-Gaudran
65. Le Tertre-Saint-Denis
66. Tilly
67. Vert
68. La Villeneuve-en-Chevrie
69. Villette

Het kanton omvatte tot 2014 de volgende 27 gemeenten:
1. Bonnières-sur-Seine, kantoor kieskring
2. Bennecourt
3. Blaru
4. Boissy-Mauvoisin
5. Bréval
6. Chaufour-lès-Bonnières
7. Cravent
8. Favrieux
9. Fontenay-Mauvoisin
10. Freneuse
11. Gommecourt
12. Jeufosse
13. Jouy-Mauvoisin
14. Limetz-Villez
15. Lommoye
16. Ménerville
17. Méricourt
18. Moisson
19. Mousseaux-sur-Seine
20. Neauphlette
21. Perdreauville
22. Port-Villez
23. Rolleboise
24. Saint-Illiers-la-Ville
25. Saint-Illiers-le-Bois
26. Le Tertre-Saint-Denis
27. La Villeneuve-en-Chevrie

## Bevolking
Het kanton heeft een oppervlakte van 471.14 km² en telde 59.529 inwoners in 2018, een dichtheid van 126 inwoners/km².